# Cobelodus
Cꙮbelodus es un género extinto de peces cartilaginosos del orden Symmoriida que vivieron en el periodo Carbonífero Medio.
Fue un depredador común de todos los océanos. La forma de su cuerpo era extraña, ya que a diferencia de todos los tiburones prehistóricos, la cabeza de este animal era más pequeña en comparación con el cuerpo. En su pequeña cabeza tenía ojos bastante grandes; en el cuerpo una aleta dorsal bastante desproporcionada y una cola muy pequeña. Se alimentaba de moluscos, pulpos y crustáceos.
- Datos: Q647652
- Multimedia: Cobelodus / Q647652